# شویخ
جزیره شویخ از جزیره‌های کوچک در خلیج فارس متعلق به کویت است. این جزیره در شمال غربی بندر شویخ، نزدیک به کرانه جنوبی جون واقع شده و فاصله‌اش از این کرانه، تنها یک کیلومتر است.
مساخت این جزیره ۱۰۱۲ متر مربع است و خاک آن شن و ماسه‌ای است. تپه‌های کوچکی در جزیره دیده می‌شود که بلندی‌شان با ۲۷ گام می‌رسد و با نام‌هایی مانند عکاز و قرین نامیده می‌شوند.
آثاری از دوران برنز در این جزیره یافت شده‌است.